# Превалє (Луковиця)
Превалє (словен. Prevalje) — поселення в общині Луковиця, Осреднєсловенський регіон, Словенія. 
Висота над рівнем моря: 322,1 м.